# Phosphatidylinositol-4,5-bisphosphate
Le phosphatidylinositol-4,5-bisphosphate, abrégé PtdIns(4,5)P2 ou encore plus simplement PIP2, est l'une des sept classes de phosphoinositides des membranes cellulaires des eucaryotes, c'est-à-dire un dérivé phosphorylé de phosphatidylinositols. C'est un phospholipide, constituant mineur de la membrane cellulaire. Il est plus abondant dans la membrane plasmique, où il joue le rôle de substrat pour plusieurs protéines importantes de la signalisation cellulaire.
Les acides gras du PIP2 sont variables selon les espèces et les tissus, mais sont le plus souvent l'acide stéarique en position 1 et l'acide arachidonique en position 2.
Le PIP2 est clivé par la phospholipase C en diglycéride (DAG, pour diacylglycérol) et en inositol trisphosphate (IP3) : le DAG demeure attaché à la membrane tandis que l'IP3 est dissous dans le cytosol jusqu'à atteindre des récepteurs de l'IP3, sur lesquels il agit en provoquant l'augmentation de la concentration cytosolique d'ions Ca2+.